# Alexandre Benjamin Navet
Pour les articles homonymes, voir Navet (homonymie).
Alexandre Benjamin Navet, né en 1986, est un artiste français.

## Biographie
Sa mère est une ancienne élève des Beaux-Arts. Diplômé de l'École nationale supérieure de création industrielle en 2011, il s'oriente vers le dessin décoratif. Il obtient en 2017 le Grand prix du concours d’architecture intérieure organisé par la Villa Noailles.

## Œuvre

### Style
Navet utilise le crayon, le pastel et l’aquarelle, sur des supports divers (tableaux, vases, façades). Ses œuvres sont colorées. Il fait le lien entre objet, peinture et architecture.

### Quelques réalisations
- Voyages chromatiques, Nantes, 2022[4]
- Artiste invité pour les vitrines de Van Cleef & Arpels, 2022[5]
- Façade de l’Hôtel des arts de Toulon, 2020[5]
- Le « Bateau sculpture », réplique de la frégate La Flore, Place Vatel à Toulon, 2021[6]